# 還御
還御（かんぎょ）とは、天皇・上皇などの貴人が外出先から居所に帰還することを言う。
本来は天皇・上皇に限定された意味で用いられていたが、後には三后・摂関・将軍などの貴人にも拡大されて広く用いられるようになった。これに対して天皇の還御は特に還幸（かんこう）と呼ばれるようになった。